# Charles Paterno
Charles Vincent Paterno, nato Canio Paternò (Castelmezzano, 4 agosto 1878 – New York, 30 maggio 1946), è stato un imprenditore italiano naturalizzato statunitense, attivo nel settore immobiliare.
Fu soprannominato "il Napoleone dei costruttori di grattacieli di Manhattan".

## Biografia
Nato da Giovanni e Carolina Trivigno, emigrò in tenera età con la famiglia negli Stati Uniti per difficoltà economiche, causate da un terremoto che distrusse un progetto del padre Giovanni, costruttore immobiliare. Stabilitosi a New York, Paterno si laureò in medicina presso la Cornell Medical School nel 1899 ma non praticò mai la professione di medico, poiché, alla morte del padre, ereditò il suo business immobiliare, che porterà avanti con il fratello Joseph.
Ebbe una grande carriera nel settore delle costruzioni e a lui si devono la nascita di edifici newyorkesi come Castle Village, Hudson View Gardens, The Colosseum e The Paterno (quest'ultimo fu una location per i film Nemici, una storia d'amore di Paul Mazursky e Come d'incanto di Kevin Lima).

## Edifici

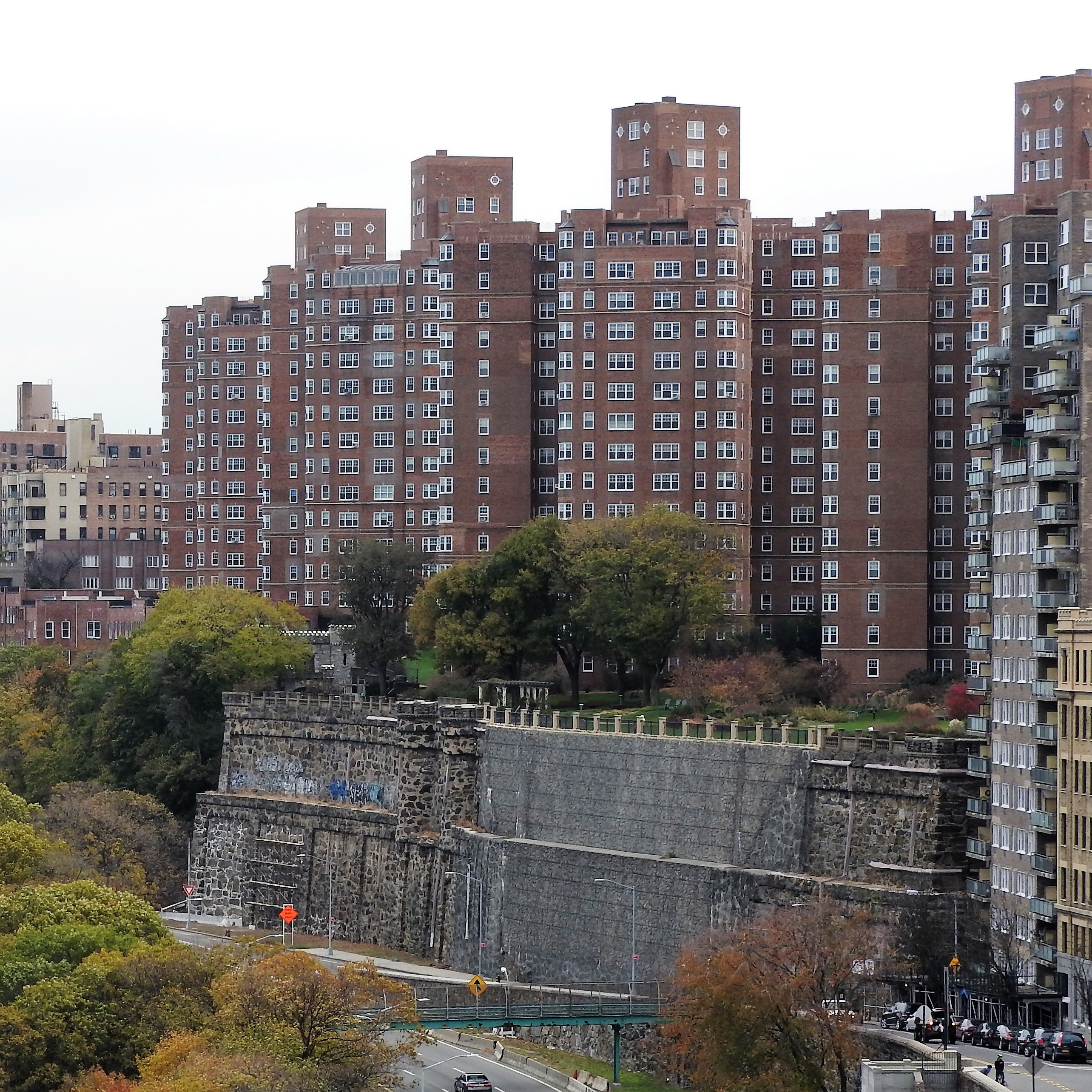
Castle Village
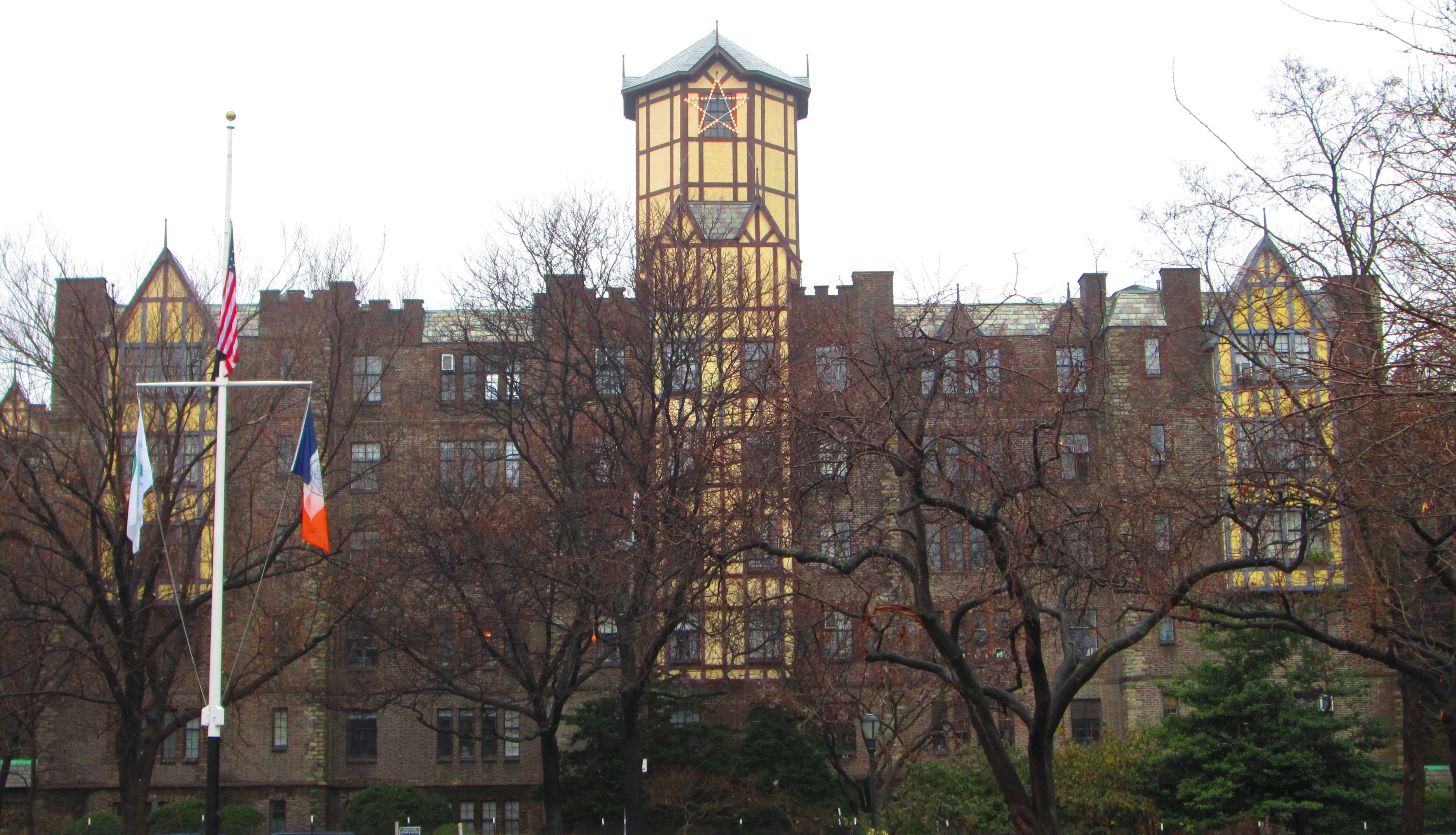
Hudson View Gardens
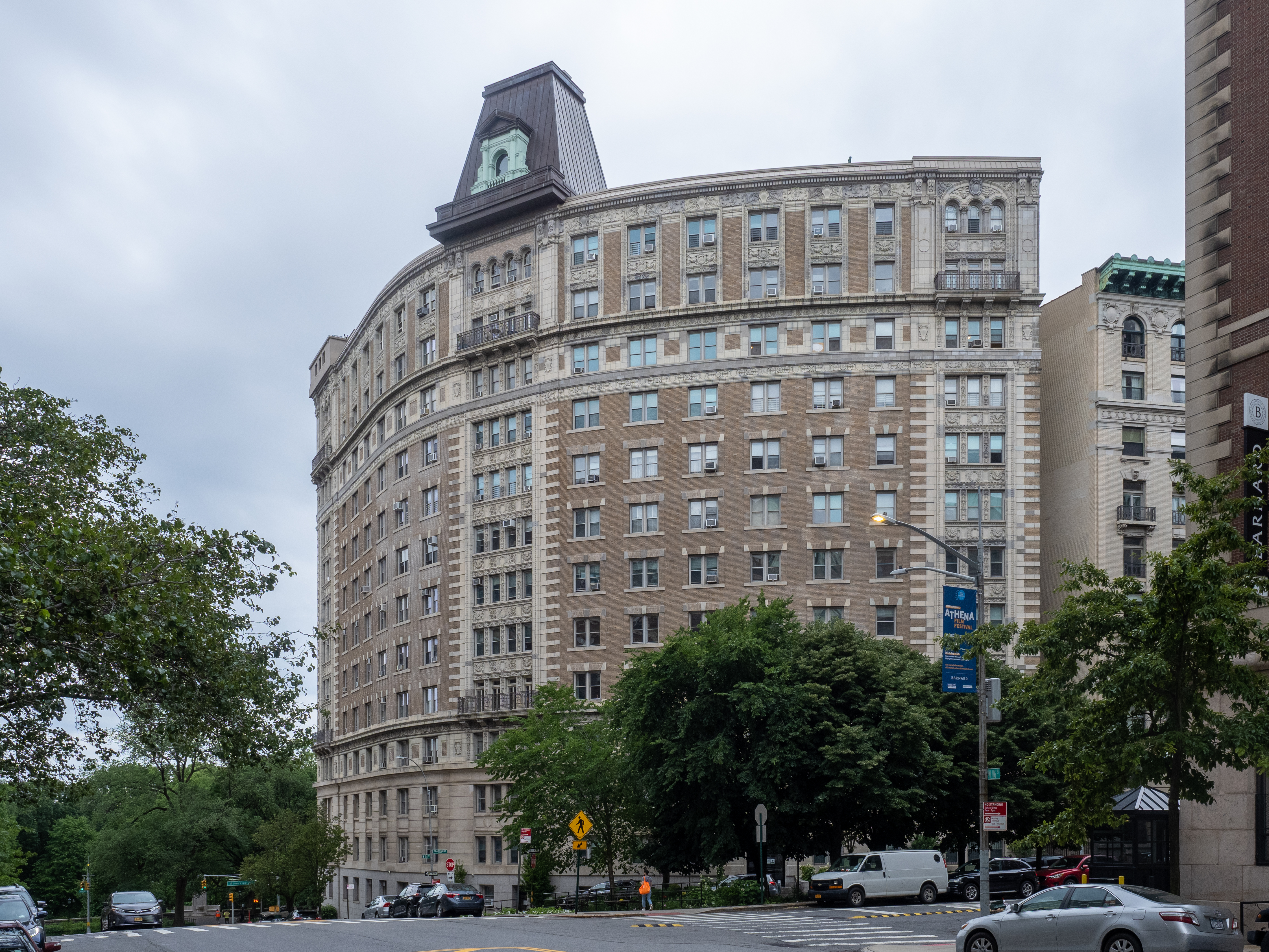
The Paterno
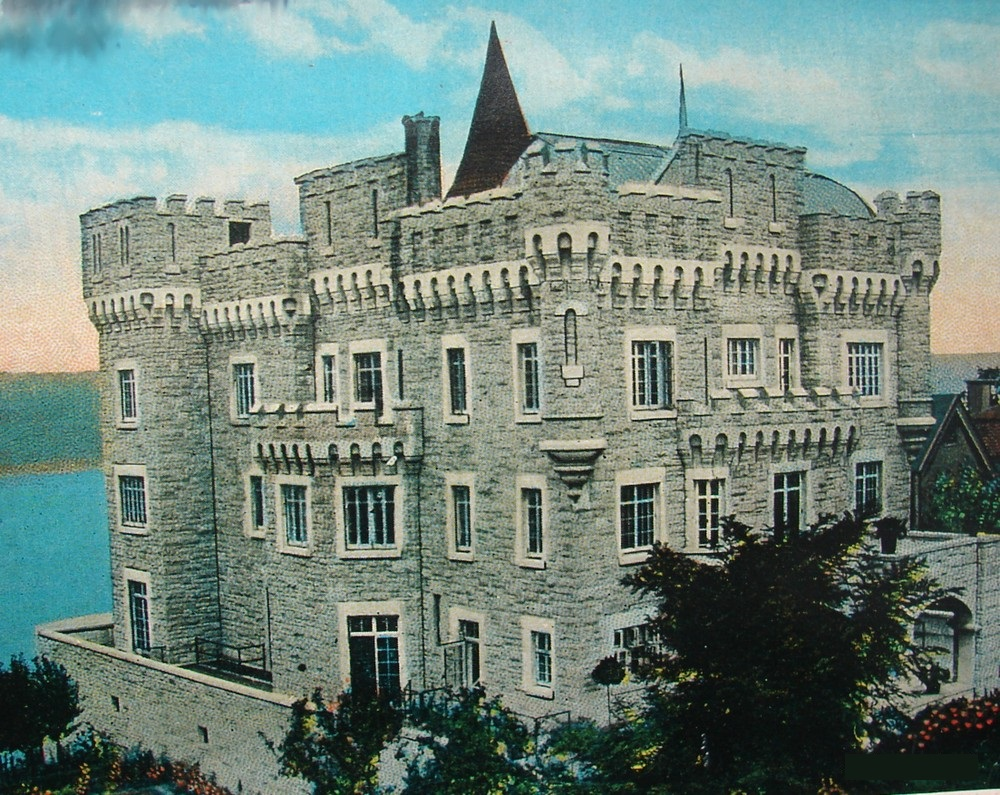
The Paterno castle
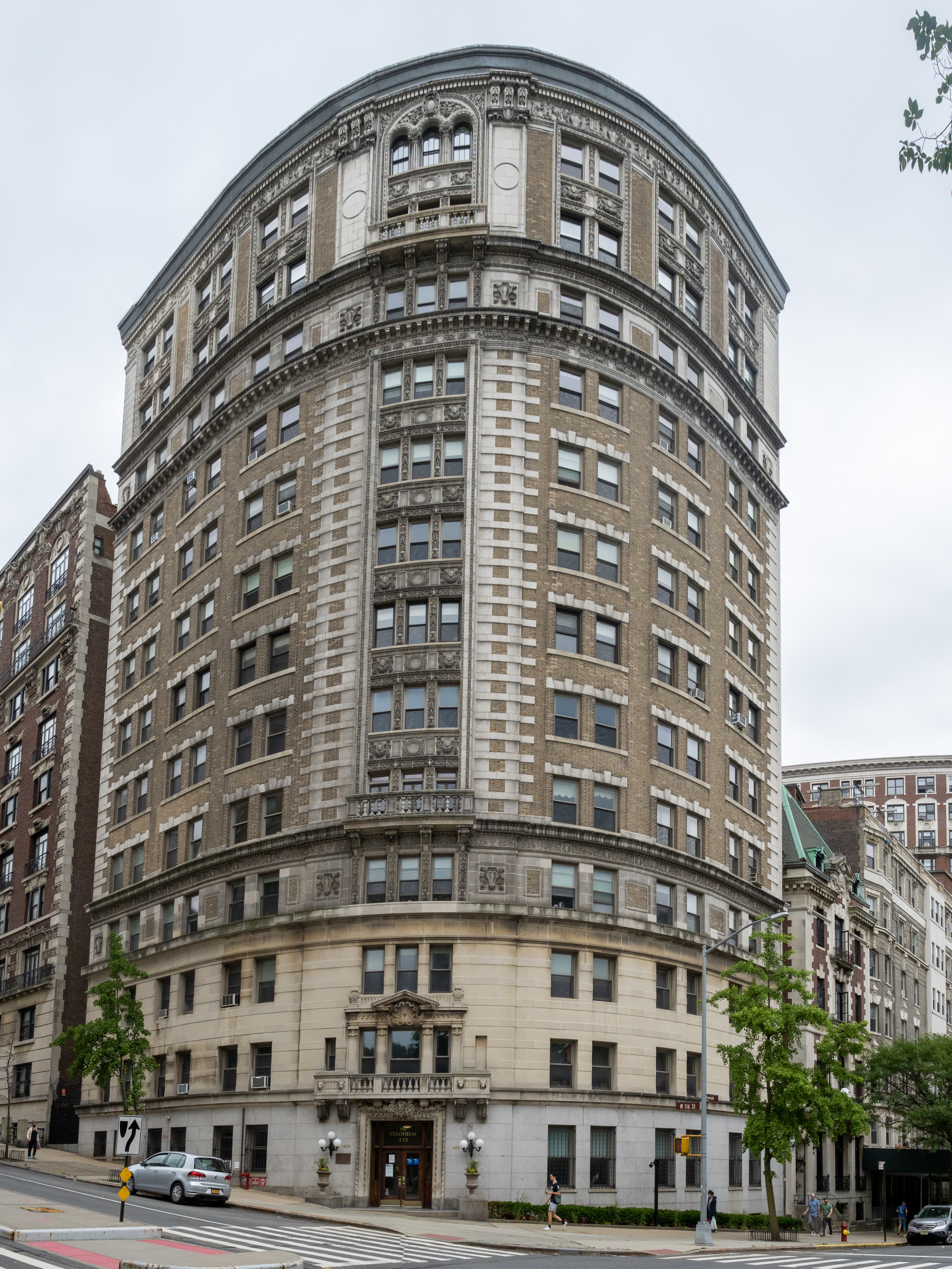
The Colosseum